# Babica penjačica
Babica penjačica  (lat. Coryphoblennius galerita) ili slingurica penjačica, riba je koja spada u porodicu slingurki (Blenniidae). Ima golo tijelo, bez ljusaka, izduženo, u više nijansi i boja, svojim šarama i oblikom podsjeća na glavoča.
Završeci usta su joj blijedi, a živi u plićaku, na samom spoju mora i kopna, nastanjuje procjepe i rupe na samoj obali. Ime je dobila po svojoj osobini da iskorištava snagu valova kako bi se popela na kopno u potrazi za svojom omiljenom hranom, a to su račići i alge.
Najveći zabilježeni primjerak je imao duljinu od 7,6 cm.

## Rasprostranjenost
Ova vrsta živi na cijelom Mediteranu i Crnom moru, kao i na Atlantiku, od zapadne Engleske do Maroka, kao i na otocima Madeiri i Kanarima.

## Vanjske poveznice
|  | Zajednički poslužitelj ima još gradiva o temi Babica penjačica |
|  | Wikivrste imaju podatke o taksonu Babica penjačica             |